# Anacroneuria ytuguazu
Anacroneuria ytuguazu és una espècie d'insecte plecòpter pertanyent a la família dels pèrlids.

## Descripció
- Els adults presenten el pronot clar amb ratlles sublaterals fosques o marró amb àrees clares només a les vores laterals.[5]

## Hàbitat
En el seu estadi immadur és aquàtic i viu a l'aigua dolça, mentre que com a adult és terrestre i volador.

## Distribució geogràfica
Es troba a Sud-amèrica: l'Argentina.